# Charles Hornung Petit

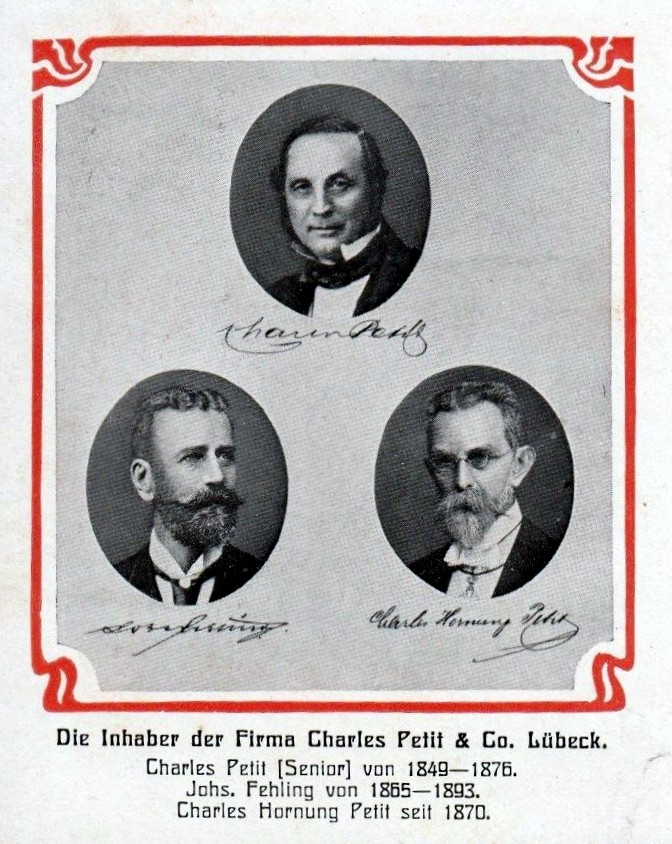
Charles Hornung Petit mit Firmeninhabern

Charles Hornung Petit (* 22. März 1844 in Lübeck; † 6. Februar 1934 ebenda) war ein deutscher Kaufmann und Politiker aus Lübeck.

## Leben

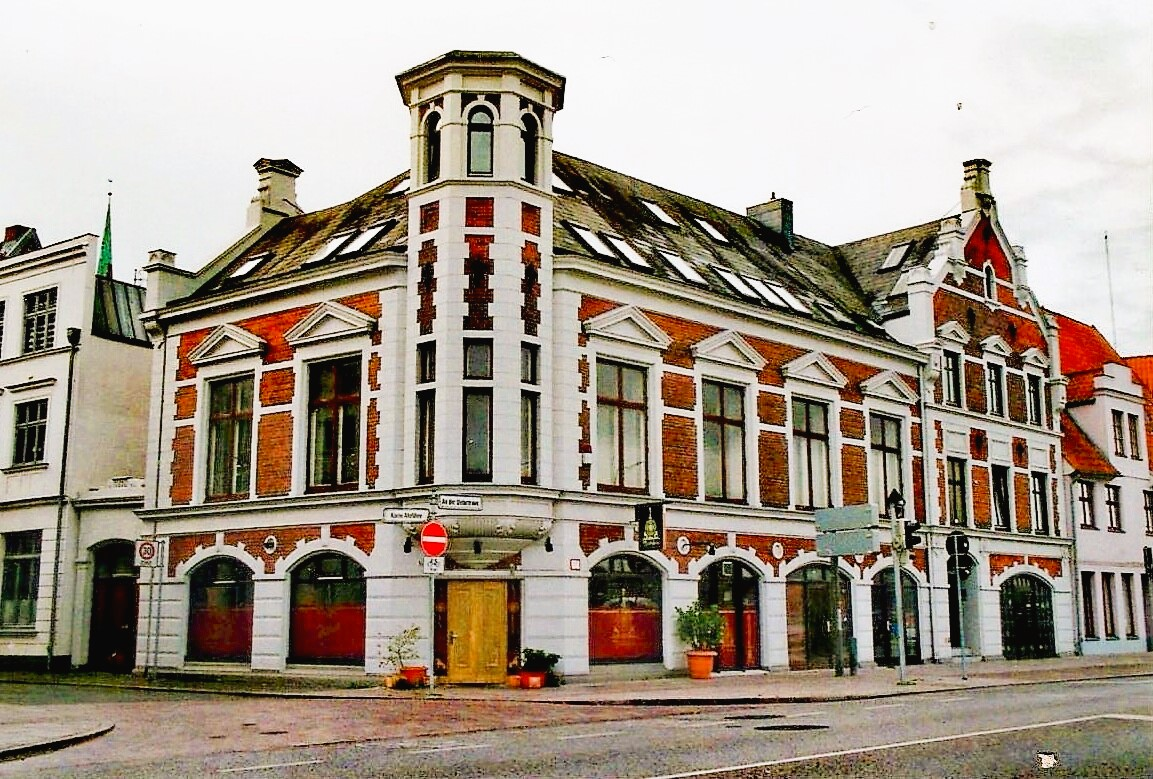
Petit-Haus von 1876 an der Ecke An der Untertrave 3/Kleine Altefähre in der Lübecker Altstadt

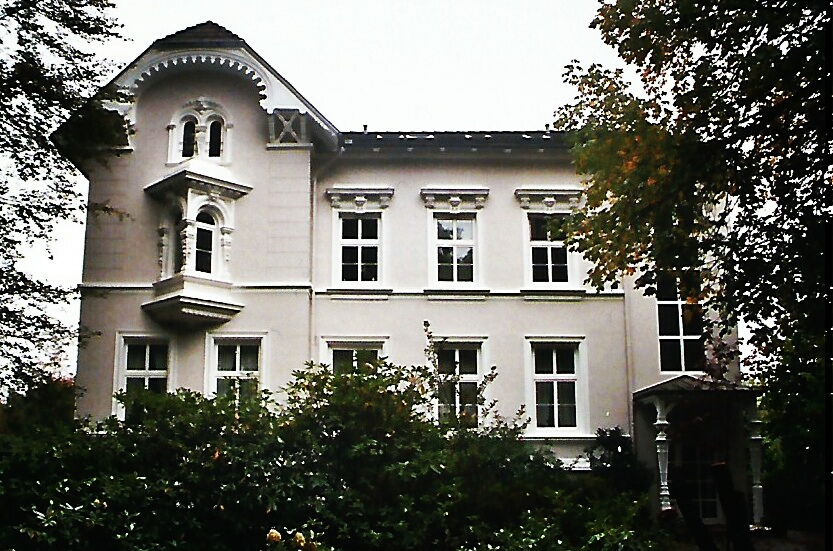
Wohnhaus Roeckstraße 30

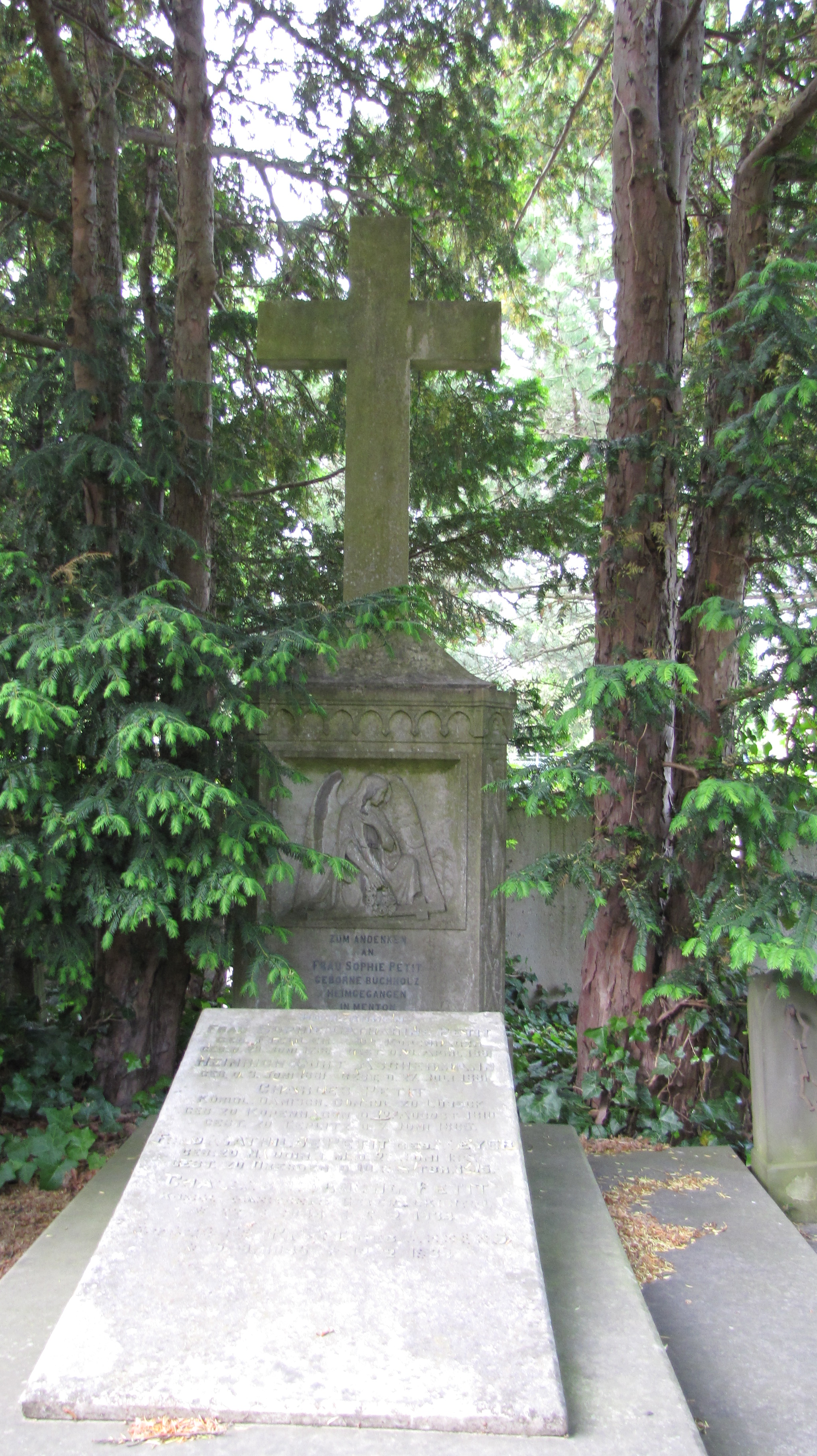
Familiengrab Charles Petit auf dem Friedhof der St.-Jürgen-Kapelle in Lübeck

Charles Hornung Petit war Sohn des Lübecker Kaufmanns und dänischen Konsuls Charles Petit (1810–1885), der Mitglied der Lübecker Bürgerschaft 1849/1850 gewesen war, und seiner Ehefrau Sophie geb. Buchholz. Seine Schwester Anna Sophie Petit (1842–1892) heiratete den Hamburger Kaufmann Heinrich Hudtwalcker.
Petit erlernte den Kaufmannsberuf in Hamburg, Frankreich, England und Italien sowie bei einem längeren Aufenthalt in Dänemark, welches einen der Handelsschwerpunkte der 1849 gegründeten väterlichen Handlung Charles Petit & Sohn in Lübeck bildete, in die 1861 der Kaufmann Johannes Fehling als Teilhaber eingetreten war, welcher 1878 in den Lübecker Senat gewählt wurde. 1870 trat Charles Hornung Petit ebenfalls bei Charles Petit & Sohn als Teilhaber ein. Er übernahm von seinem Vater sukzessive das Dänische Konsulat in Lübeck; 1871 wurde er zunächst Vizekonsul, 1882 Konsul und ab 1892 dänischer Generalkonsul. Petit war in der Handelskammer als dem damaligen Vorstand der Kaufmannschaft tätig, von 1904 bis 1906 Vorsitzender des Aufsichtsrates der Commerz-Bank in Lübeck.
In Hamburg fand am 14. November 1895 eine Besprechung zwischen Vertretern der hamburgischen, bremischen und lübeckischen Handelskammern über den Entwurf eines neuen Handelsgesetzbuches statt. Auf das Schreiben aus Hamburg vom 9. November hin, entsandte die hiesige Handelskammer ihren Präses Hermann Lange sowie seinen Mitglieder Ernst Stiller und ihn zu der Besprechung. Ebenfalls wählte man 1896 eine Kommission zur Beratung des Entwurfs eines Handelsgesetzbuchs. Ihr gehörten neben ihm der Präses Lange, Johann Heinrich Evers, Carl James Rehder, der Commerzienrat Heinrich Gustav Scharff, Mitinhaber der Firma Cabell & Schwartzkopf Gotth. Joach. Georg Schwartzkopf und Rudolf Thiel, Mitinhaber der Firma Carl Thiel & Söhne, an.
Auf Grund des neuen am 9. August 1905 beschlossenen Wahlgesetzes mit der entsprechenden Verfassungsänderung wurde am 14. November auf dem Lande und am 17. in der Stadt die Erneuerung von einem Drittel der Bürgerschaft, bei der 40 Mitglieder neu zu wählen waren, vollzogen. Um die Zahl der Bürgerschaftsmitglieder nach dem Ausscheiden der seit 1899 Gewählten auf 80 zu erhalten, ist die Auslosung von fünf Mitgliedern erforderlich gewesen. Bei den nun vollzogenen Neuwahlen wurde Petit, der seit 1903 Mitglied der Bürgerschaft war, nicht wieder gewählt.
Sein besonderes Engagement galt dem Lübecker Waisenhaus. 1912 wurde er mit einem Vermögen von fünf Millionen Mark als der zweitvermögendste Lübecker nach Emil Possehl angesehen.
Das Dänische Konsulat ging später an seinen jüngeren Teilhaber in der Firma Charles Petit & Co. Reinhard Dieckmann über, der ein Neffe seiner Ehefrau war. Dieckmanns Ehefrau, die Pianistin Lilli Dieckmann geb. Distel (1882–1958) führte in der ersten Hälfte des 20. Jahrhunderts einen einflussreichen musikalischen Salon und förderte neben Ida Boy-Ed den jungen Wilhelm Furtwängler maßgeblich.
Er war seit dem 23. Mai 1872 verheiratet mit Auguste Pauline Charlotte geb. Ahrens (* 5. September 1845; † 12. Februar 1934), der ältesten Tochter des Gutsbesitzers Ernst Ahrens (1818–1872) und seiner aus Hamburg stammenden Frau Louise Therese, geb. Meyer (1820–) auf Neu Schlagsdorf, und bewohnte das Haus Roeckstraße 30 an der Wakenitz und dem 1902 eröffneten Stadtpark. Das ehemalige Stammhaus der Firma Charles Petit & Sohn, später Charles Petit & Co. im ehemaligen Schifffahrtsviertel der Lübecker Altstadt ist das 1876 erbaute Petit-Haus als Eckhaus An der Untertrave 3/Kleine Altefähre neben dem Europäischen Hansemuseum.

## Auszeichnungen
- Erlöser-Orden, Kreuz in Silber
- Dannebrogorden,

7. Oktober 1882 Ritter
27. Dezember 1906 Kommandeur

## Schriften
- Das Lübecker Waisenhaus. Kurzer Bericht über seine Entstehung und Entwicklung bis auf die Gegenwart, Lübeck 1918